# Antocha parvicristata
Antocha parvicristata är en tvåvingeart som beskrevs av Alexander 1971. Antocha parvicristata ingår i släktet Antocha och familjen småharkrankar. Inga underarter finns listade i Catalogue of Life.